# Voila (album)
Voila è il settimo album in studio della cantante statunitense Belinda Carlisle, pubblicato nel 2007. 
Si tratta di un album di cover in cui l'artista reinterpreta canzoni pop appartenenti alla tradizione della "chanson" francese.

## Tracce
1. Ma jeunesse fout le camp – 3:16
2. Bonnie et Clyde – 5:15 – Serge Gainsbourg
3. Avec le temps – 4:06 – Léo Ferré
4. Sous le ciel de Paris – 4:42 – Hubert Giraud, Jean Drejac
5. Des ronds dans l'eau – 2:55 – Pierre Barouh, Raymond Lesenechal
6. Pourtant tu m'aimes – 3:27 – Françoise Hardy, Jimmy Cross, Johnny Cole
7. Ne me quitte pas – 3:17 – Jacques Brel
8. La Vie en rose – 4:23 – Édith Piaf, Louis Guglielmi
9. Contact – 2:57 – Gainsbourg
10. Merci Chérie – 3:34 – Udo Jürgens, Thomas Horbiger, Baker Cavendish
11. Jezebel – 3:18 – Wayne Shanklin

## Formazione
- Belinda Carlisle - voce
- Natacha Atlas - voce addizionale (4 tracce)
- Brian Eno - tastiere
- Fiachna Ó Braonáin - chitarre, voce
- John Reynolds - batteria, produzione
- Pauline Scanlon - cori
- Sharon Shannon, Graham Henderson - fisarmonica
- Julian Wilson - piano, organo Hammond, archi, tastiere
- Sagat Guirey - chitarra flamenco
- Winnie Horan - violino
- Nicki Leighton-Thomas - cori